# قره‌درق وسطی (کلیبر)
قره‌درق وسطی یکی از روستاهای استان آذربایجان شرقی است که در دهستان آبش‌احمد بخش آبش‌احمد شهرستان کلیبر واقع شده‌است.